# Eretz.cz
Eretz (z hebrejského ארץ, erec – země), celým názvem Eretz.cz – zpravodajství z Izraele) je český internetový portál, zaměřený výlučně na Izrael. Vydávaný od v března 2006.
Přináší každý den několik článků o aktuálních událostech v Izraeli nebo o událostech ve světě s vazbou na Izrael. Články jsou často překlady z izraelského nabožensko-sionistického webu Aruc ševa (Sedmý kanál), s nímž Eretz spolupracuje. Na Eretzu jsou také přetiskovány články nějak související s Izraelem či s židovstvím z katolicky orientovaných webů Vatikánského rozhlasu, Res Claritatis a Občanského institutu.
Každodenně je publikována Fotografie dne, pořízená některým z členů redakce nebo externích spolupracovníků v Izraeli. Dále vychází Výrok dne, který se snaží vystihnout (s větším či menším úspěchem) některou z důležitých událostí předchozího dne. Rubrika Dnešek v židovské historii je překladem článků z dalšího ze spolupracujících webů (webu Aish.com), jejichž autorem je rabi Shraga Simmons. Shrnutím událostí prošlého dne (podle občanského kalendáře) je pak článek, který exkluzivně pro Eretz píše každodenně z Izraele rabi Jicchak Seifert do rubriky Dnešek v Eretz Jisrael.
Portál nabízí v sekci Odkazy přehledný seznam Židovské instituce v České republice Židovské instituce na Slovensku.
Kromě článků politických a společenských vychází každý týden jeden či několik článků zaměřených nábožensky, a to zejména na judaismus. Pravidelné úvahy nad týdenním oddílem Tóry píše z Izraele rabi Daniel Mayer, bývalý vrchní český zemský rabín.
Vzhledem k úzce specializovanému zaměření na Izrael, jsou některé články inspirací i pro další média. Návštěvnost webu byla v ledna 2008 v týdenním průměru něco přes 1000 návštěvníků denně. V roce 2014 navštívilo web celkem 682 398 osob, tj. průměrná denní návštěvnost 1869 návštěv. (statistika Toplist z 1. ledna 2015).

## News Feeds
Eretz obsahuje také samostatnou rubriku Newsfeeds (kanály), kde lze přímo přes webový prohlížeč sledovat titulky jednotlivých specializovaných rubrik internetových vydání velkých izraelských deníků – Aruc ševa, Globes, Haaretz, The Jerusalem Post, Jedi'ot achronot, zpráv na webu Chabad a na řadě dalších izraelských nebo židovských webů.
Lze si také stáhnout a instalovat speciální lištičku (toolbar) pro webový prohlížeč, která umožňuje snadný přístup k News Feeds i jednotlivým rubrikám webu Eretz.

## Diskuse
Součástí webu Eretz se od jara 2007 stalo i komunitní diskusní fórum, kde lze nalézt mezi běžnou konverzací i řadu tipů na literaturu, hudbu, sportovní výsledky i rabínské odpovědi na některé položené otázky.

## Spor s Britskými listy
5. února 2007 zveřejnil Eretz kritický článek o tom, jak redaktor Britských listů Štěpán Kotrba kopíruje bez souhlasu a vědomí autorů části jejich článků do článků svých. Kotrba reagoval vyjádřením, v kterém přiznal odpovědnost a doplnil nedopatřením chybějící odkazy.

## Kauza "Dopisu ministru Langerovi"
Začátkem listopadu 2006 otiskl Eretz článek, v němž kritizoval (podle serveru eretz.cz) pomýlenou výzvu některých židovských organizací adresovanou ministru vnitra Ivanu Langerovi v souvislosti s tehdejšími protiteroristickými opatřeními v Praze. Článek Eretzu se stal jedním z podkladů pro článek portálu iDnes o dané problematice. Jak se následně ukázalo, tzv. otevřený dopis byl ve skutečnosti podvrhem jediného člověka.

## Kauza Zvědavec
V červnu 2007 zveřejnil web Zvědavec článek popírající existenci nacistických plynových komor, čímž se, podle serveru eretz.cz, postavil do řad popíračů holocaustu. Eretz v reakci na to zveřejnil kritické články, v nichž bylo implicitně navrženo trestní stíhání Stwory a vedení Občanského sdružení Zvědavec. Vladimír Stwora reagoval článkem, kde opomenul nejzávažnějších obvinění z článků na Eretzu a zaměřil se na popírání zbylých a následně článkem, v němž se postavil proti monitorování neonacismu a antisemitismu.

## Kritika ze strany muslimských webů
Web Libertas News, zaměřený na informace ze světa islámu, Eretz opakovaně kritizoval a vytýkal mu údajné nepřesnosti, stranění Izraeli a zamlčování nepohodlných faktů. Kritiku zpravodajství Eretzu o Druhé libanonské válce zveřejnily také Muslimské listy.